# Castel Camponeschi
Castel Camponeschi è un borgo fortificato sito nel comune di Prata d'Ansidonia, ricadente nell'altopiano di Navelli, in provincia dell'Aquila.

## Storia
Il borgo fu edificato a partire dal XIII secolo, subendo poi rimaneggiamenti nel XV secolo, e rappresentava l'originale castrum di Prata. Fu nominato per la prima volta nel 1508 come "Castrum S. Petri Camponeschi". La tradizione vuole che il borgo fosse stato costruito all'epoca dell'edificazione della chiesa di San Paolo di Peltuinum, e che poi il feudo fosse passato nelle mani della nobile famiglia aquilana Camponeschi. Dopo vari passaggi di proprietà in epoca spagnola, il castello fu feudo della famiglia Nardis dal 1634 al 1806, anno di attuazione delle leggi eversive della feudalità.
Rimase abitato fino al 1963, quando l'ultima famiglia si trasferì a Prata. Dal 2003 fino al 2008 fu oggetto di un'importante operazione di restauro, che fu però interrotto a causa del terremoto dell'Aquila del 2009 e mai ripreso. Grazie a un partenariato tra il comune di Prata d'Ansidonia e il Consiglio regionale dell'Abruzzo, nel gennaio del 2023 sono iniziati nuovi lavori di recupero finalizzati al completamento del restauro, finanziati con fondi del Piano Nazionale di Ripresa e Resilienza.

## Descrizione
L'impianto è costituito da una cinta muraria rettangolare con resti di torri, unite ad abitazioni e palazzi. Le due porte medievali di accesso al cardo e al decumano sono perfettamente conservate. La porta ovest inoltre è affiancata da un grande torrione troncato a metà, e da una chiesa, oggi sconsacrata, dedicata a San Pietro.
Il Castello Camponeschi è simile al modello toscano di Monteriggioni, nel quale le abitazioni sono completamente distaccate dalla cinta muraria. Le mura conservano tracce di sei torrioni perimetrali a pianta quadrangolare. Dopo il terremoto del 2009, i lavori di recupero del borgo e del castello si sono interrotti e non più ripresi, sicché il paese è per metà restaurato mentre l'altra metà è in rovina, e necessita del completamento dei lavori di recupero, che nel 2020 non erano tuttavia ancora iniziati.
Chiesa di San Pietro
Lo stile è medievale tardo romanico: la facciata è in pietra a coronamento orizzontale, di forma quadrata, secondo lo stile tipico aquilano; con due portali e due piccoli rosoni, un portale è rinascimentale con architrave in conci di pietra e timpano triangolare; in asse vi è un oculo al centro della facciata. L'interno è diviso in due navate con pilastri di pietra e archi a tutto sesto; lateralmente vi sono delle cappelle con altari in tabernacolo manierista di stile greco classico, e il campanile è ricavato in una delle torri, terminante a vela, frutto di una ricostruzione posticcia.
Porta di accesso ovest
La porta è perfettamente conservata e ha un classico aspetto ad arco ogivale gotico, è affiancata da un torrione pentagonale irregolare.
Palazzo gentilizio
Il borgo interno è composto da piccole case rurali di una stanza sola, e da due abitazioni più complesse: ossia i palazzi gentilizi. La struttura del palazzo è medievale ed in muratura, con il tipico stile del Quattrocento.

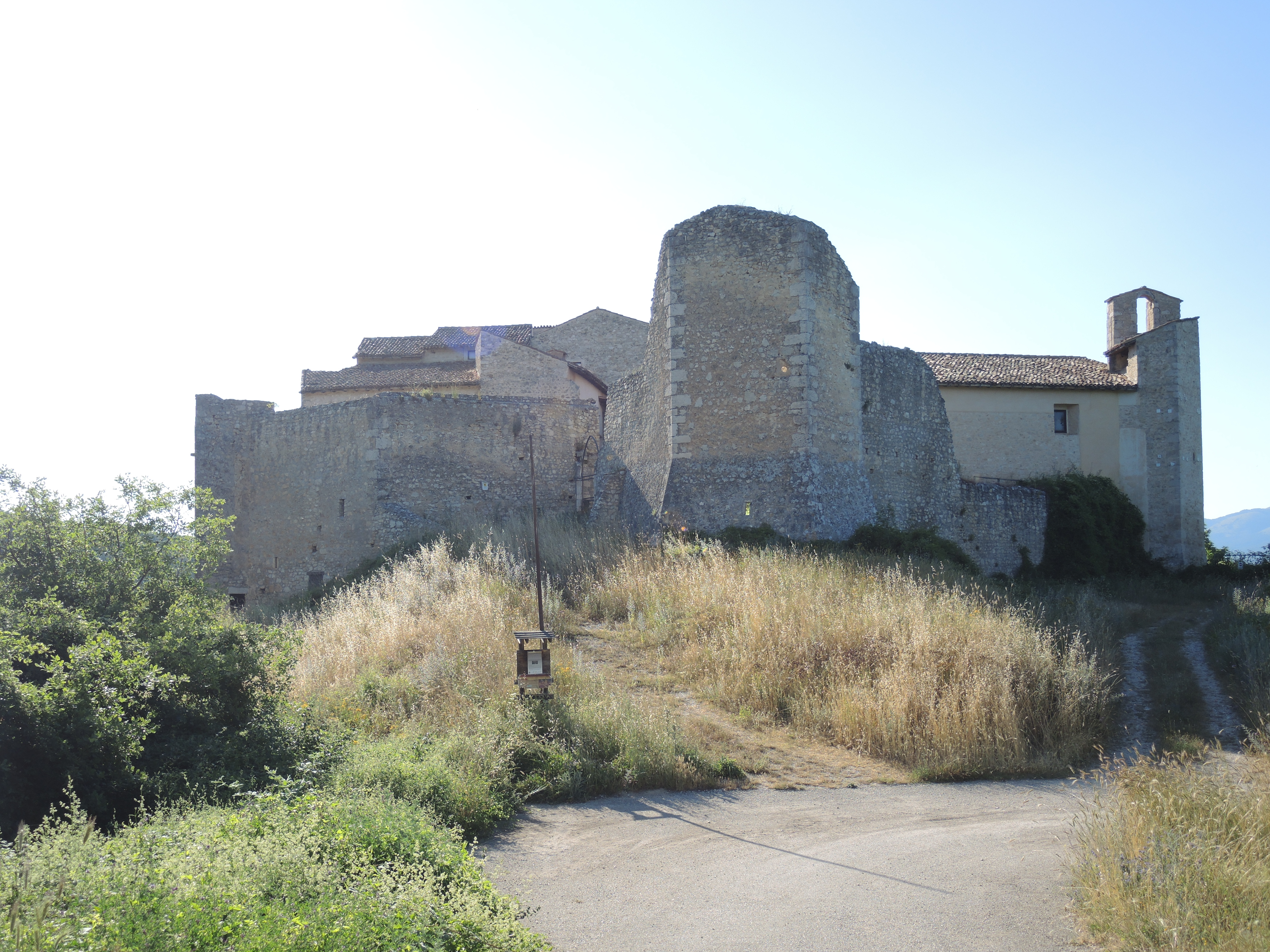
Veduta d'insieme del paese dell'accesso occidentale
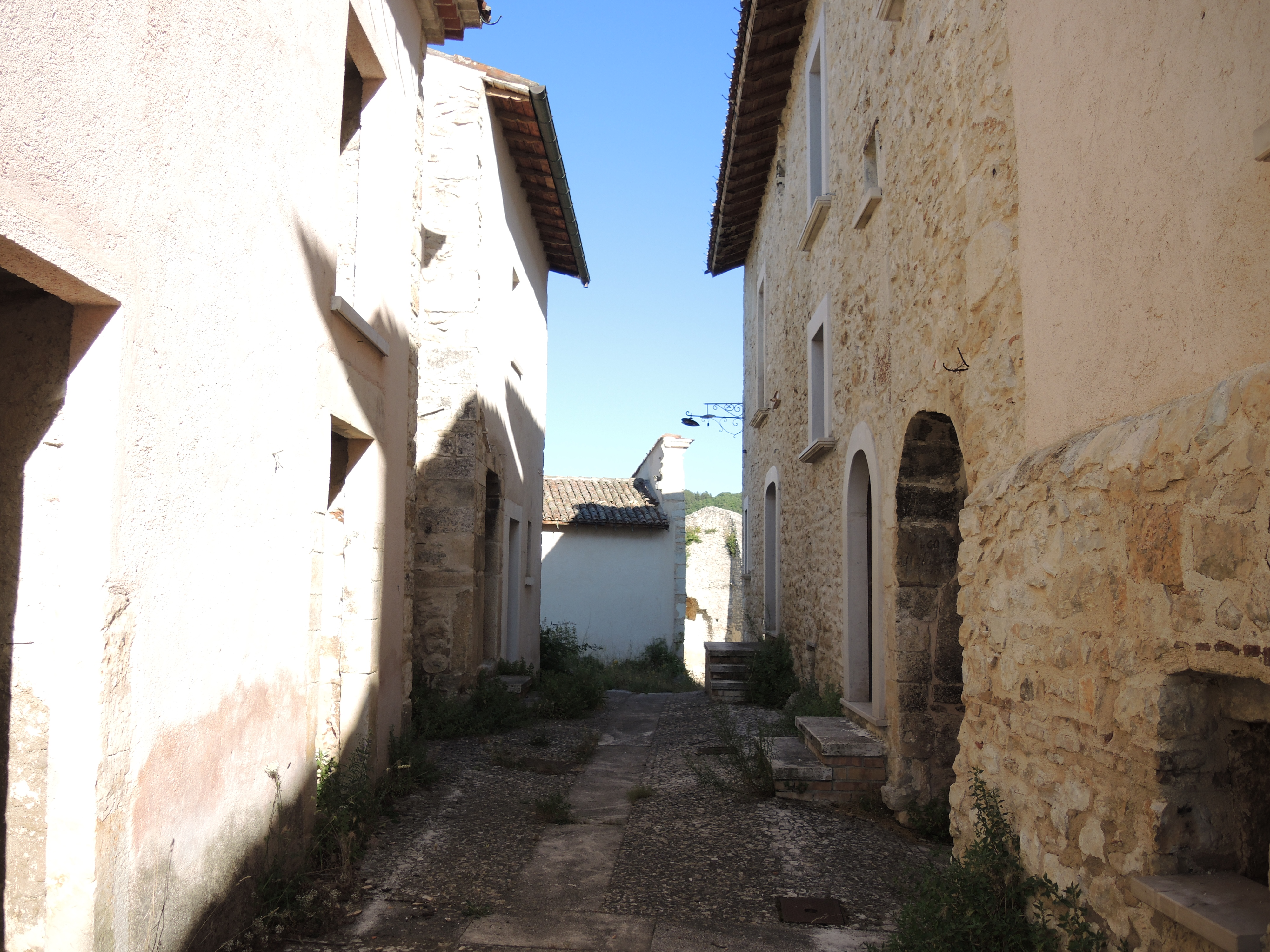
Case della via Camponeschi
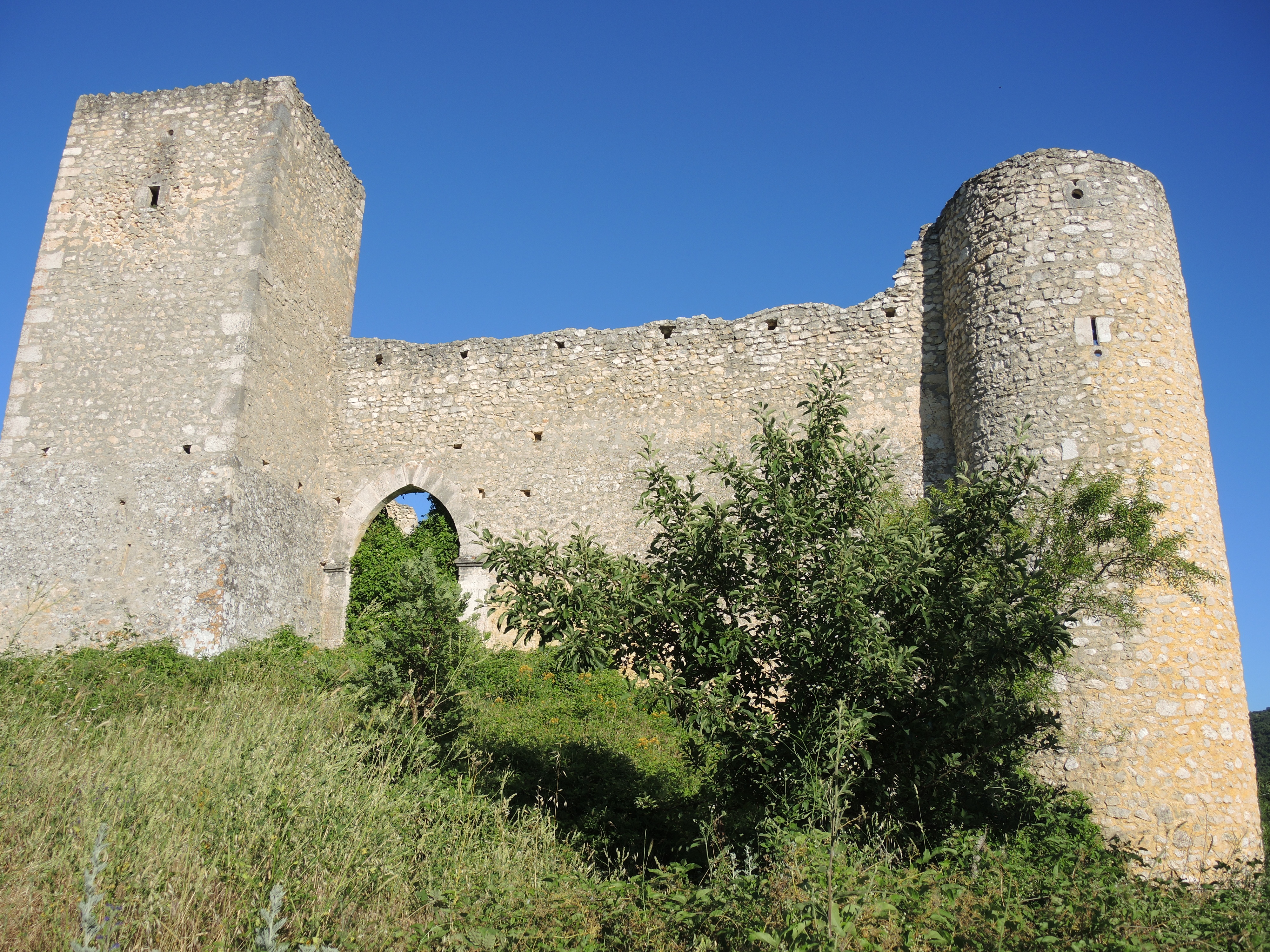
Mura, torrione e porta gotica di via Camponeschi
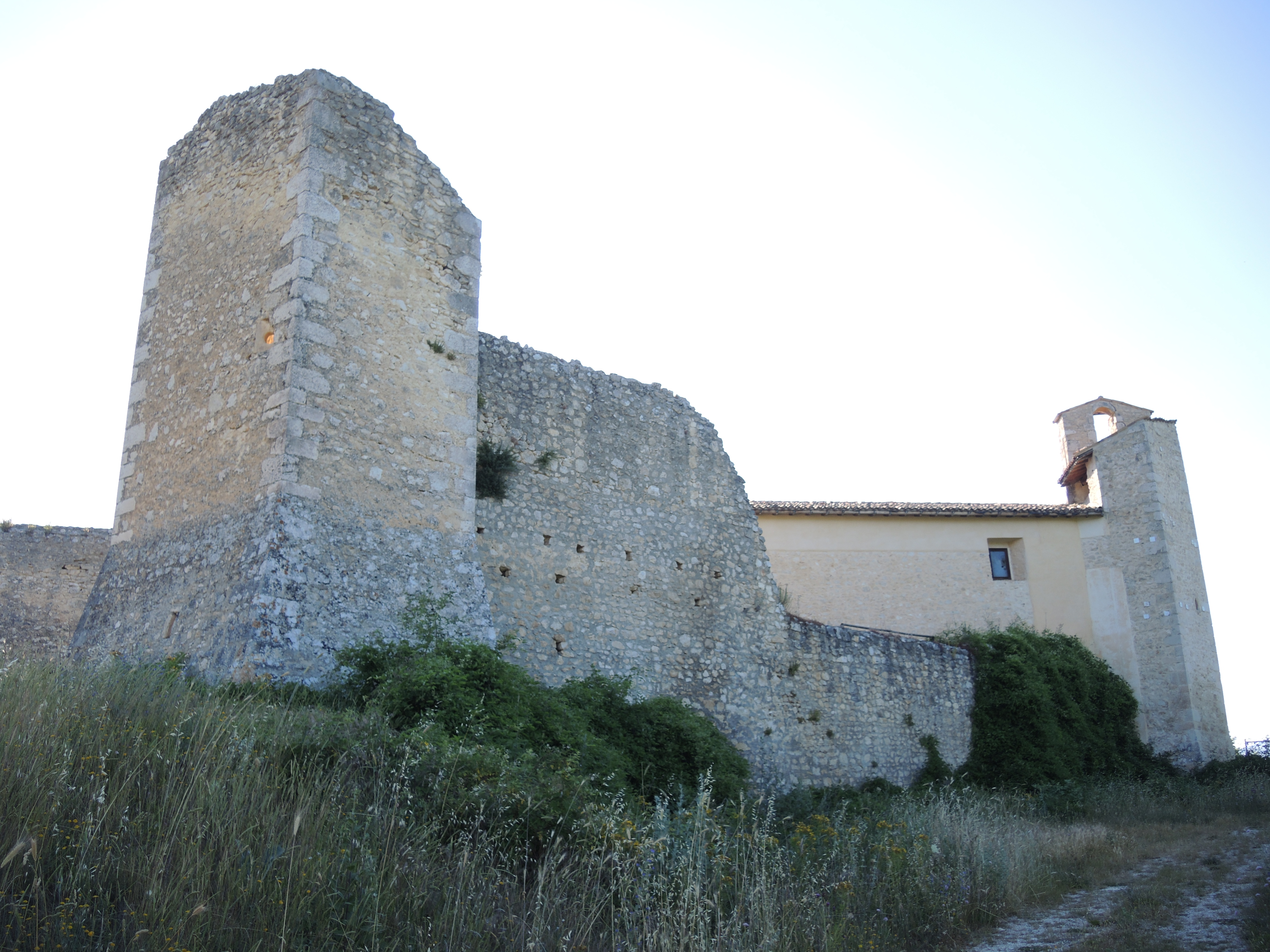
Torrione e chiesa
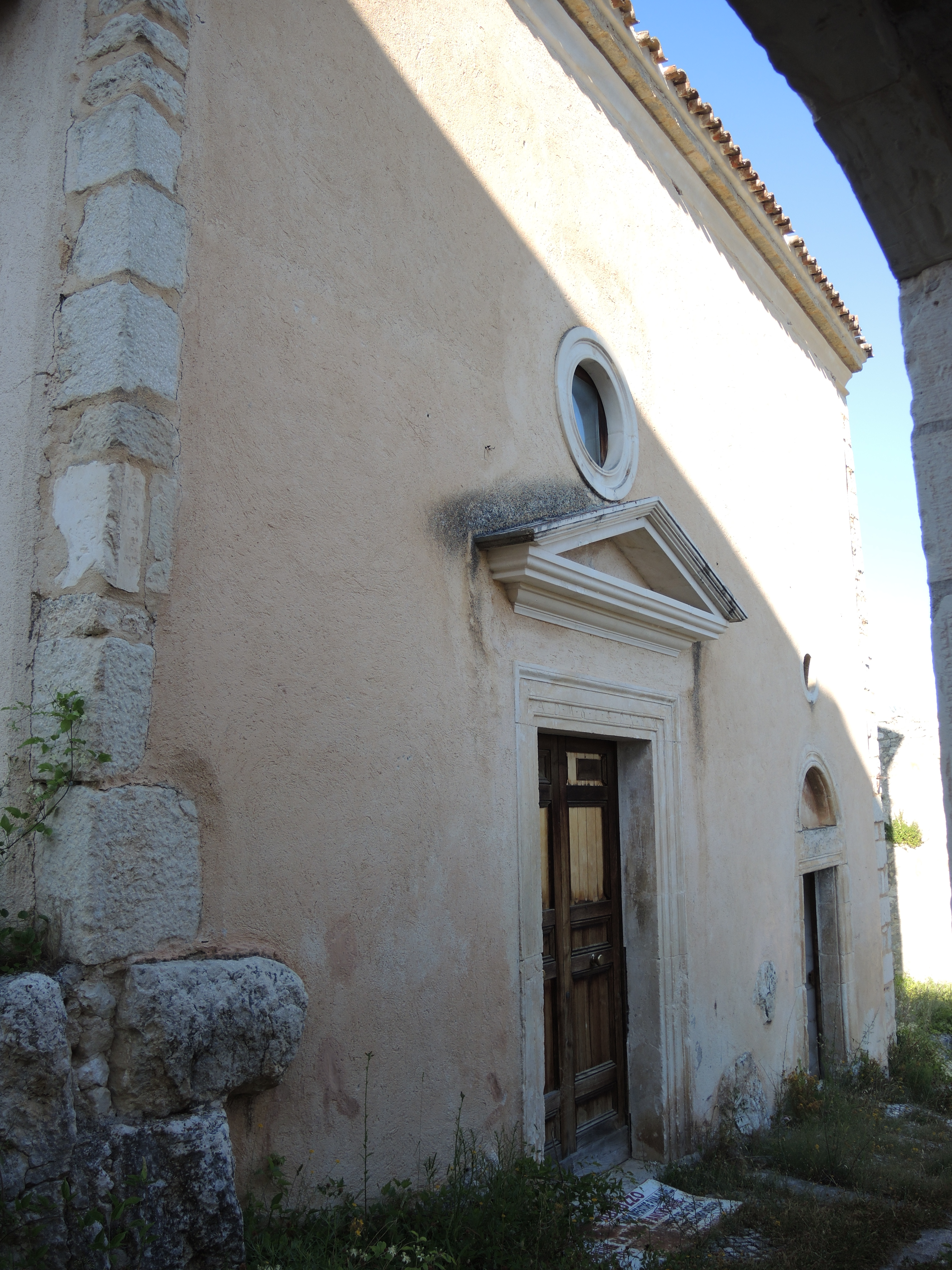
Chiesa di San Pietro
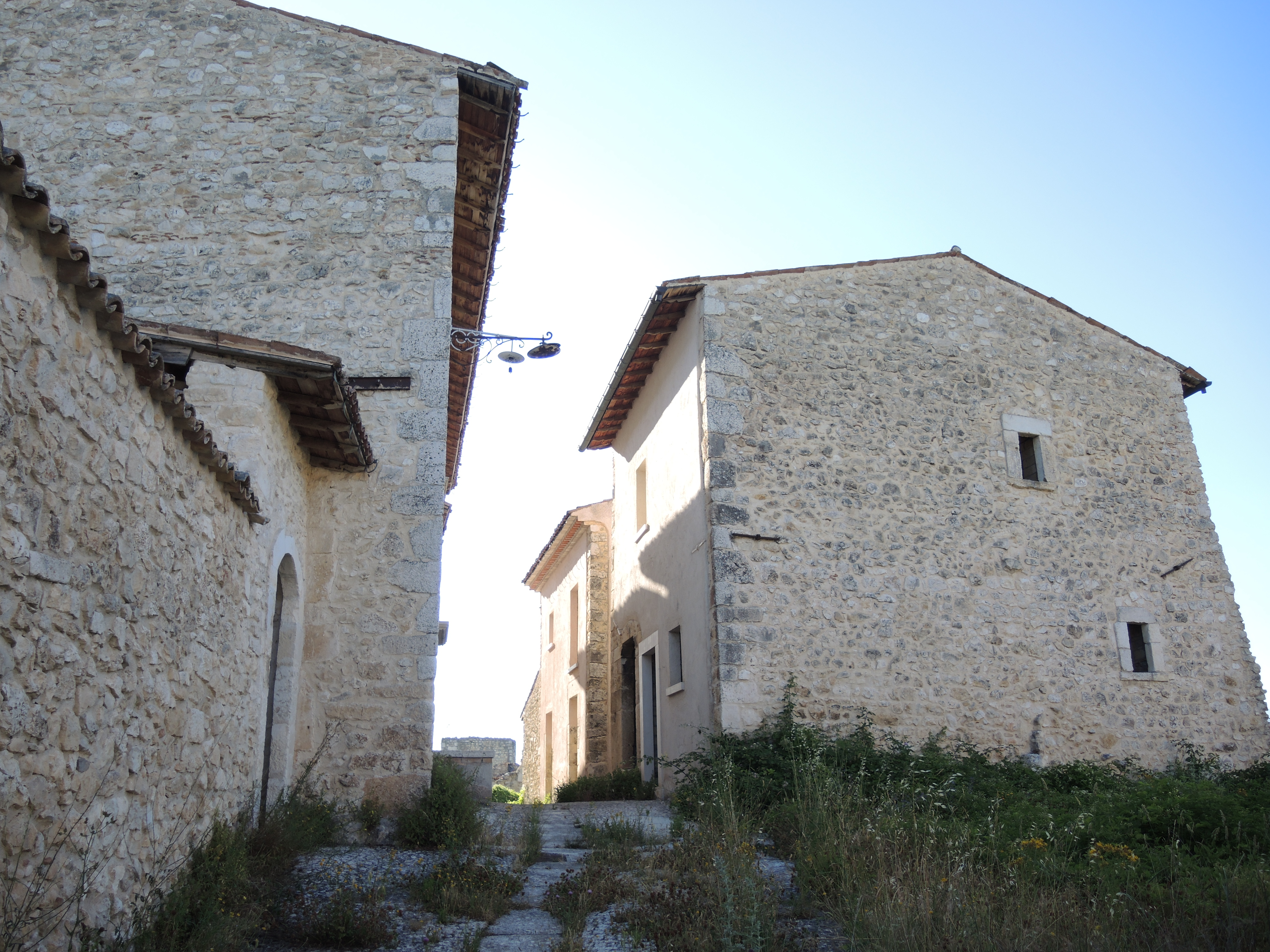
Case dentro il borgo

Borgo interno
Le case interne sono assai semplici, in muratura, e sono collegate tra loro con archi; una strada taglia in due il paese dalla porta gotica occidentale: via Camponeschi, e attraversa il piazzale della chiesa; la parte retrostante della stessa chiesa è rinforzata dalle mura di cinta, con un torrione che si trasforma in campanile.

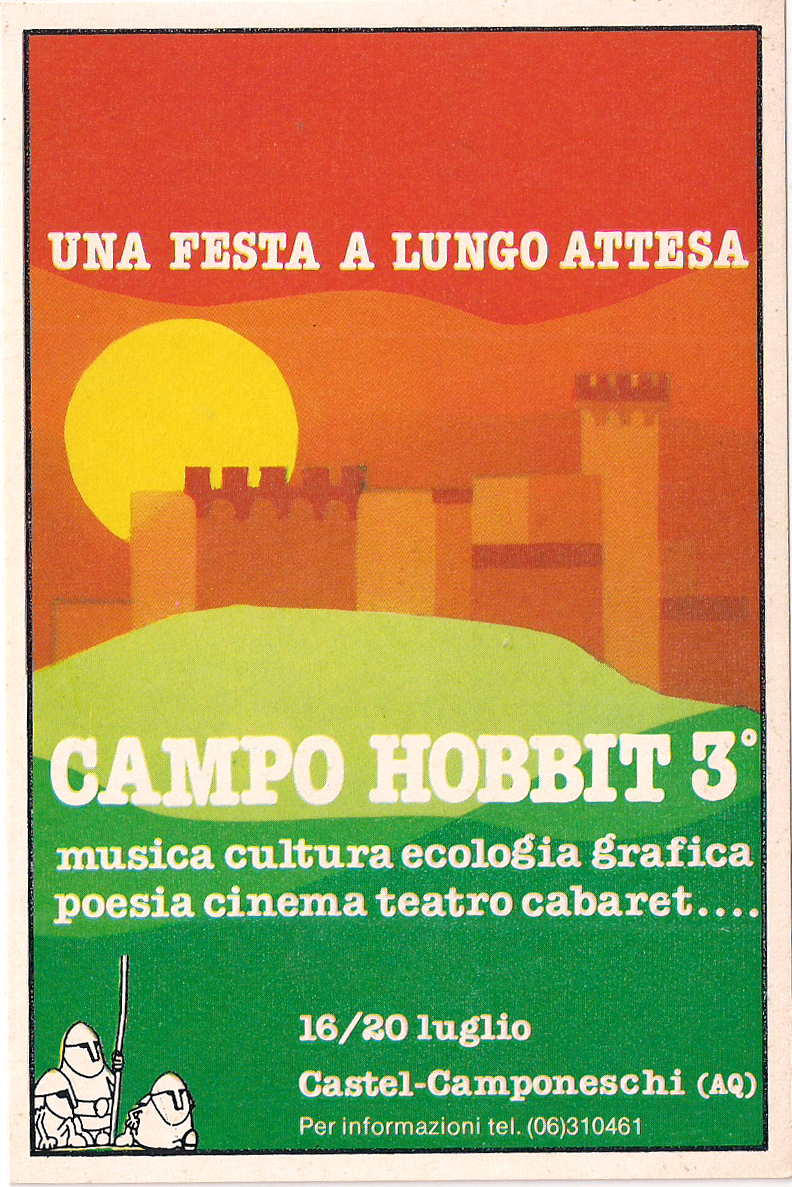
H3-cartolina

## Il Campo Hobbit 3
Nel giugno/luglio 1980 il paese venne ripulito e sistemato, portata la corrente elettrica, e vi si svolse il Campo Hobbit 3°, dal 16 al 20 di luglio 1980.
Fu parzialmente abitato e si aprirono librerie e luoghi di ristoro.
Fuori dalle mura si organizzò un campeggio per tutti i partecipanti che non trovarono posto nelle abitazioni e venne posto un grosso palco per concerti e dibattiti.